# Marco Atilio Regolo (console 294 a.C.)
Marco Atilio Regolo  (in latino Marcus Atilius Regulus; fl. 294 a.C.) è stato un politico e generale romano.

## Biografia
Figlio probabilmente del console omonimo, fu eletto console nel 294 a.C. con Lucio Postumio Megello. Entrambi i consoli vennero comandati di guidare l'esercito romano nel Sannio, perché si riteneva che i Sanniti stessero armando tre eserciti: uno da inviare in Etruria, un secondo in Campania ed il terzo per la difesa del loro territorio.
Giunto in territorio Sannita, l'esercito romano subì un attacco dai nemici, mentre si trovava ancora all'interno dell'accampamento; anche se con difficoltà, i romani riuscirono a respingere fuori dal castro gli attaccanti.
Quando seppe che i Sanniti si erano diretti verso Luceria, Atilio vi condusse l'esercito romano, per affrontare quello Sannita. Furono due giorni di battaglia, durissima ed incerta, durante le quali il console dovette minacciare i soldati affinché combattessero. Alla fine la vittoria fu dei romani, seppure a prezzo di gravi perdite tra le loro file. Tanto che al suo ritorno a Roma, gli fu negato il trionfo.
(Tito Livio, Ab urbe condita libri, X, 35-36.)